# Ellery Albee Hibbard

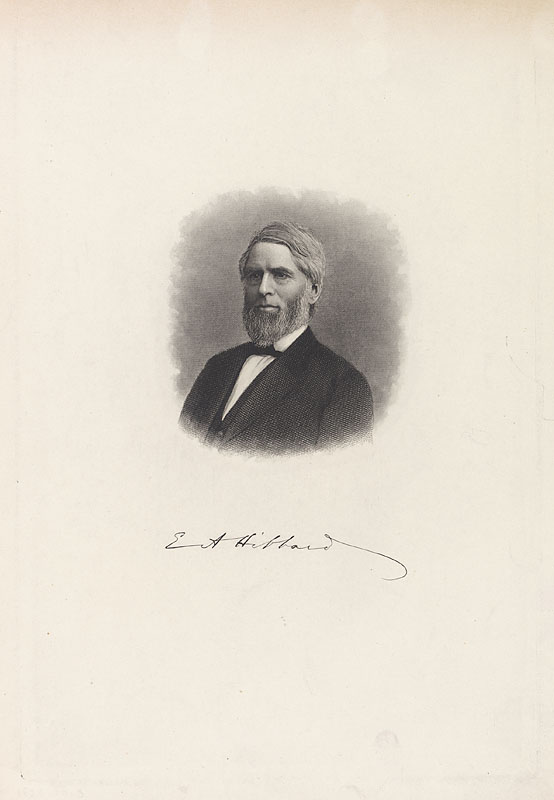
Ellery Albee Hibbard

Ellery Albee Hibbard (* 31. Juli 1826 in St. Johnsbury, Caledonia County, Vermont; † 24. Juli 1903 in Laconia, New Hampshire) war ein US-amerikanischer Politiker. Zwischen 1871 und 1873 vertrat er den Bundesstaat New Hampshire im US-Repräsentantenhaus.

## Leben
Nach einer guten Grundschulausbildung studierte Hibbard in Haverhill und Exeter (New Hampshire) Jura. Im Jahr 1849 wurde er als Rechtsanwalt zugelassen. Daraufhin begann er in Plymouth in seinem neuen Beruf zu praktizieren. Im Jahr 1853 verlegte er seinen Wohnsitz und seine Anwaltskanzlei nach Laconia. Hibbard war Mitglied der Demokratischen Partei. In den Jahren 1852 bis 1854 war er Verwaltungsangestellter im Repräsentantenhaus von New Hampshire. Von 1865 bis 1866 war er selbst Abgeordneter in dieser Kammer.
1870 wurde Hibbard im ersten Distrikt von New Hampshire in das US-Repräsentantenhaus in Washington gewählt. Dort trat er am 4. März 1871 die Nachfolge des Republikaners Jacob Hart Ela an. Da er aber bereits bei den Wahlen des Jahres 1872 gegen William B. Small verlor, konnte Hibbard bis zum 3. März 1873 nur eine Legislaturperiode im Kongress absolvieren. Zwischen 1873 und 1874 war er Richter am New Hampshire Supreme Court. Danach arbeitete er wieder als privater Rechtsanwalt. Außerdem war er Direktor bei der Laconia National Bank und Mitglied im Schulausschuss seiner Heimatgemeinde Laconia. Dort starb Hibbard am 24. Juli 1903.